# Zeta Telescopii
ζ Telescopii (Zeta Telescopii; kurz ζ Tel) ist mit einer scheinbaren Helligkeit von 4,13m der zweithellste Stern des nur vom Südhimmel aus sichtbaren Sternbilds Teleskop. Dennoch erscheint der orangefarben leuchtende Stern dem bloßen Auge relativ lichtschwach. Nach im Dezember 2020 veröffentlichten Auswertungen der Messergebnisse der Raumsonde Gaia ist der Stern etwa 122 Lichtjahre von der Erde entfernt. Er dürfte ein Einzelstern sein.
ζ Telescopii ist ein leuchtkräftiger Riesenstern vom Typ der Red Clump Stars, in dessen Zentralbereich der Prozess des Heliumbrennens stattfindet. Er wird zur Spektralklasse K1 und Leuchtkraftklasse III oder IV gerechnet. Messungen ergaben, dass sein Winkeldurchmesser ungefähr 2,16 ± 0,11 Millibogensekunden beträgt. Aus seiner relativ genau bekannten Entfernung ergibt sich damit sein realer Durchmesser zu circa 9 Sonnendurchmesser. Seine Masse beträgt etwa 1,53 Sonnenmassen.